# Txema Montero
José María Montero Zabala (Bilbao, Vizcaya, 24 de abril de 1954) es un abogado y político español, vinculado al nacionalismo vasco.

## Biografía
Estudió derecho en la Universidad de Deusto, donde comenzó a participar en organizaciones de la izquierda abertzale. Miembro de Herri Batasuna (HB), fue cabeza de lista de la formación para las elecciones al Parlamento Europeo en 1987 y 1989, obteniendo el escaño en ambas ocasiones. Fue expulsado de HB en 1992 por sus posiciones contrarias a las acciones de la organización terrorista ETA. Desde entonces ha colaborado con el Partido Nacionalista Vasco, aunque sin llegar a afiliarse. Actualmente ejerce su profesión y es analista político.